# Association Fallacy
Eine Association fallacy (deutsch in etwa: Assoziations-Trugschluss) ist ein induktiver Fehlschluss, bei dem ein diskutiertes Thema mit bestimmten Personen, Sachen oder Sachverhalten so in Verbindung gebracht wird, dass positive oder negative Eigenschaften bzw. Geltungszuschreibungen dieser Personen, Sachen oder Sachverhalte mit dem Thema assoziiert werden (Herstellung einer Inhärenz) und dessen Bewertung beeinflussen, obwohl kein sachlicher Einfluss auf das Thema besteht. Ähnlich einer Argumentation ad hominem sagt sie nichts über die eigentliche Sachfrage aus, sondern lenkt von ihr ab. In Form einer positiven bzw. negativen Insinuation dient sie häufig der Manipulation von Dritten (Argumentum ad populum).
Ein ähnlicher Fehlschluss ist das Konstrukt der Kontaktschuld.

## Varianten
Forschungsergebnisse der Universität Leuven zeigen, dass Versuchspersonen zwei Menschen ähnlich behandelten, wenn diese durch ein separates Ereignis miteinander verbunden waren. Geläufig sind zwei gegensätzliche Varianten der Association fallacy: die Guilt by association (dt. Schuld durch Assoziation) und Honor by association (dt. Ehre durch Assoziation).

### „Schuld“ (bzw. Abwertung) durch Assoziation
Schuld durch Assoziation zielt auf die Abwertung einer Meinung oder einer Person, durch Anführen negativer Umstände, die mit ihnen in Beziehung gesetzt werden. Nehmen die Umstände auf die Person des Gegners Bezug, kann auch eine Täuschung ad hominem vorliegen. Typischerweise sind die assoziierten Umstände nebensächlich und hinsichtlich des eigentlichen Standpunktes ohne Beweiskraft. Folglich ist die Argumentation unlogisch, überzeugt aber dennoch manchmal.
Arnold vander Nat von der Loyola University Chicago nennt als Beispiel:
„Als X argumentierte, dass die Steuer, die er vorschlägt, allen Einwohnern der Gemeinde gegenüber fair sei, vergaß er bequemerweise zu erwähnen, dass die Idee der Steuer ursprünglich von dem Kommunalbeamten stammt, der, wie wir alle wissen, letztes Jahr wegen Unterschlagung verurteilt wurde. Was halten Sie jetzt von dem Vorschlag?“
Die Argumentation hat die Form:
|                    | Vorschlag A wird mit Angelegenheit F assoziiert. |
|                    | Das Publikum missbilligt F.                      |
| Also sollte gelten | Das Publikum missbilligt Vorschlag A.            |

Eine besondere Form ist die Reductio ad Hitlerum, wenn eine Verwendung eines Begriffes oder einer Technik zu NS-Zeiten angeführt wird. Wegen der emotionalen Aufgeladenheit von NS-Vergleichen ist damit auch eine starke assoziative und ablenkende Wirkung verbunden.

### „Ehre“ (bzw. Aufwertung) durch Assoziation
Umgekehrt zielt Ehre durch Assoziation auf die Aufwertung einer Meinung oder einer Person, indem diese mit positiv besetzten Umständen oder Personen in Beziehung gesetzt werden.
Eine besondere Form, die oft von Personen genutzt wird, die etablierte wissenschaftliche oder historische Standpunkte infrage stellen, ist das im Englischen so bezeichnete Galileo Gambit. Dabei wird argumentiert, dass auch Galileo Galilei in seiner Zeit zunächst ausgelacht, seine Aussagen aber später bestätigt wurden. Damit wird nahegelegt, dass auch die eigenen Aussagen sich im Nachhinein „vor der Geschichte“ als wahr und richtig erweisen werden. Die Argumentation ist insofern fehlerhaft, als gar keine Korrelation zwischen dem Wahrheitsgehalt der eigenen Aussagen und den Aussagen, die sich längst bestätigt haben, besteht. Sogar eine negative Korrelation kann im statistischen Durchschnitt vorliegen. Die Argumentation mit dem Galileo Gambit regt demnach an, ernst genommen zu werden.